# Augustine Nsumba
Augustine Nsumba, (ur. 7 grudnia 1987 w Mukono) – ugandyjski piłkarz, grający na pozycji pomocnika, reprezentant kraju.